# Secoya
El secoya (també Sieko Coca, Paicoca, Airo Pãi) és una de les llengües tucanes occidentals parlada pels secoya d'Equador i Perú.
Entre els secoya hi ha els angoteros. Tot i que la seva llengua només tenia algunes diferències dialectals de secoya, no hi ha altres obstacles comunicatius presents. Entre el siona del riu Eno, lingüísticament diferent del siona del Putumayo, es diu que hi ha diferències dialectals significatives entre la seva llengua i el secoya, però que encara es consideren una part d'ells. A les publicacions etnogràfiques, els secoya també tenen altres noms alternatius com Encabellado o Pioje (meaning "no" in Secoya), Santa Maria, and Angutera.

## Fonologia

### Oclusives sordes
Les consonants oclusives /p, t, k, kʷ/ són les mateixes que el castellà, però l'aspiració està més articulada en Secoya. El fonema /t/ es pronuncia amb la punta de la llengua fent contacte amb les dents superiors. La velar-labialitzada /kʷ/ es pronuncia similar a /k/, però amb arrodoniment dels llavis. L'aturada glotal /ʔ/ gairebé desapareix quan no es produeix una forta tensió a la síl·laba anterior.

### Oclusives sonores
En context intervocàlic, l'oclusiva sonora /d/ és realitzada per la variant simple [r], igual que la /r/ en castellà intervocàlica. a parla nasal es realitza amb la consonant nasal [n].

## Consonants i vocals

### Consonants
El símbol [y] en gramàtica secoya grammar correspon al símbol [j] en el sistema I.P.A.
|            |            | Labial | Alveolar | Palatal | Velar | Labial-Velar | Glotal |
| ---------- | ---------- | ------ | -------- | ------- | ----- | ------------ | ------ |
| Oclusives  | Sordes     | p      | t        |         | k     | kʷ           | ʔ      |
| Oclusives  | Sonores    |        | d        |         |       |              |        |
| Aspirada   | Sorda      |        | sʰ       |         |       |              | h      |
| Aspirada   | Sonora     |        | zʰ       |         |       |              |        |
| Nasal      | Nasal      | m      |          |         |       |              |        |
| Semivocals | Semivocals | w      |          | y       |       |              |        |

### Vocals
Les vocals posteriors estan fetes amb llavis arrodonits i les altres amb llavis no arrodonits.
| Alçada  | Alçada  | Posició  | Posició | Posició | Posició   |
| ------- | ------- | -------- | ------- | ------- | --------- |
| Alçada  | Alçada  | Anterior | Central | Central | Posterior |
| Tancada | Tancada | i        | ɨ       | ɨ       | u         |
| Oberta  | Oberta  | e        | a       | a       | o         |